# Гайзел, Эрнесту
Эрне́сту Бе́кман Га́йзел (порт. Ernesto Beckmann Geisel; 3 августа 1907, Бенту-Гонсалвис, Риу-Гранди-ду-Сул — 12 сентября 1996, Рио-де-Жанейро) — бразильский государственный и военный деятель, генерал армии (1966), президент Бразилии в 1974—1979 годах.

## Биография
Отец Эрнесту, Гильерми Аугусту Гайзел (при рождении Вильгельм Август Гайзел) был немецким иммигрантом, переселившимся в Бразилию из Херборна в 1883 году. Мать, Лидия Бекман, также имела немецкое происхождение: её родители приехали в Бразилию из Оснабрюка.
Получил военное образование.
В 1967—1969 годах — председатель Верховного военного трибунала.
В 1969—1973 годах — президент государственной нефтяной компании Petrobras.

## В должности президента

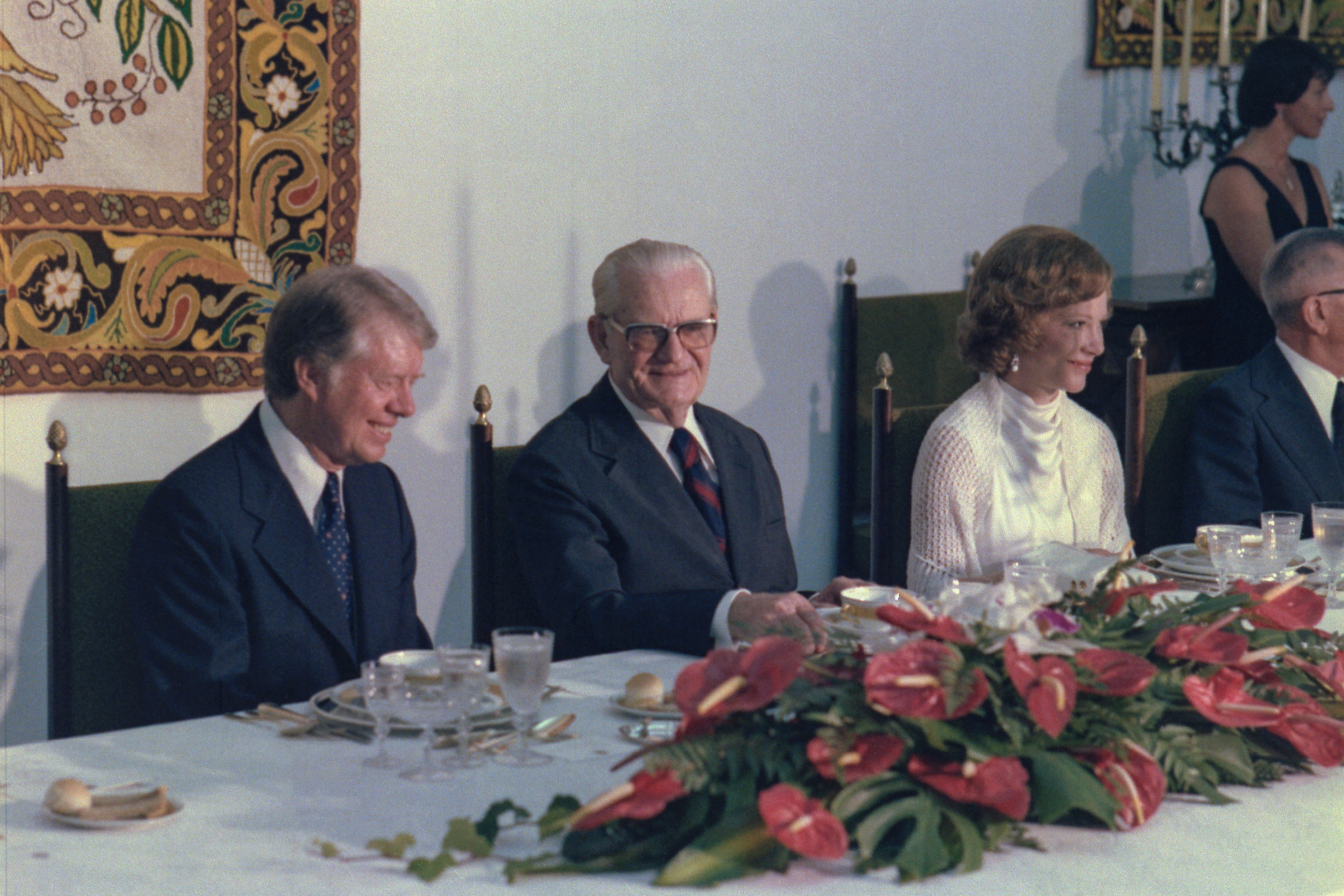
Гайзел с президентом США Джимми Картером и первой леди Розалин Картер, 1978

Был выдвинут кандидатом в президенты в 1973 году от Альянса национального возрождения. В то время президент Бразилии выбирался военными и затем утверждался Конгрессом, чтобы создать представление о свободных выборах. Был избран подавляющим большинством голосов и вступил в должность 15 марта 1974 года.
Во время его президентства в Бразилии начался процесс либерализации режима, во время которого усилилось давление со стороны народа, требовавшего возврата демократии.
В 1978 году назначил своим преемником Жуана Фигейреду и 15 марта 1979 года ушёл в отставку.
Похоронен на кладбище Святого Иоанна Крестителя в Рио-де-Жанейро.

## Оценки
По словам Луиса да Силвы, президента Бразилии в 2003—2011 годах, Эрнесту Гайзел «был последним президентом Бразилии, который вкладывал деньги в развитие инфраструктуры… и влез в международные долги».